# Liste d'élections en 1838
Chronologie des élections
- 1834
- 1835
- 1836
- 1837
- 1838
- 1839
- 1840
- 1841
- 1842

Cet article recense les élections organisées durant l'année 1838.

Dans la 2e moitié des années 1830, le Royaume-Uni, les États-Unis, la république du Texas, la France, la Norvège, la Belgique, l'Espagne et le Portugal procèdent à des élections nationales régulières, toutes au suffrage censitaire masculin.

## Élections nationales en 1838
| Date                             | État               | Élection ou référendum                    | Contexte | Résultat |
| -------------------------------- | ------------------ | ----------------------------------------- | --- | --- |
| 3 septembre                      | Texas (république) | Présidentielle (en)                       | La constitution ne permet pas à un président sortant de se représenter. Samuel Houston n'est donc pas candidat. | Alternance. Le candidat d'opposition Mirabeau Lamar (sans étiquette) est élu avec 96,5 % des voix face à un unique adversaire, Robert Wilson (sans étiquette, candidat de l'administration sortante). |
| 12 août - 12 septembre           | Portugal           | Législatives (en)                         | | L'Association électorale du Centre (alliance des Septembristes et des Chartistes, libéraux) obtient la majorité absolue des sièges. Bernardo de Sá Nogueira (septembriste) demeure Premier ministre.  |
| juin - 8 novembre                | Norvège            | Législatives (en)                         | | En l'absence d'organisation formelle en partis politiques, tous les élus siègent sans étiquette. |
| 2 juillet 1838 - 5 novembre 1839 | États-Unis         | Législatives (chambre (en) et sénat (en)) | | Voir : Liste d'élections en 1839. |

## Élections en subdivisions nationales en 1838
Cette section concerne les élections législatives dans un État fédéré, une subdivision territoriale ou une colonie d'un État souverain, ainsi que leurs principaux référendums.
| Date      | Subdivision | État                     | Élection ou référendum | Contexte | Résultat |
| --------- | ----------- | ------------------------ | ---------------------- | -------- | --- |
| 6 juillet | Lippe       | Confédération germanique | Législatives (de)      |          | Cette section est vide, insuffisamment détaillée ou incomplète. Votre aide est la bienvenue ! Comment faire ? |